# Lijst van schildpaddensoorten
Onderstaand een lijst van alle 326 soorten schildpadden (Testudines). In de lijst is de wetenschappelijke naamgeving aangehouden omdat sommige soorten meerdere Nederlandstalige namen hebben. 
Zie ook:
- Taxonomie van de schildpadden
- Categorie:Schildpadden

## A
- Acanthochelys macrocephala
- Acanthochelys pallidipectoris
- Acanthochelys radiolata
- Acanthochelys spixii
- Actinemys marmorata
- Amyda cartilaginea
- Apalone ferox
- Apalone mutica
- Apalone spinifera
- Astrochelys radiata
- Astrochelys yniphora

## B
- Batagur
- Batagur baska
- Batagur borneoensis
- Batagur dhongoka
- Batagur kachuga
- Batagur trivittata

## C
- Caretta caretta
- Carettochelys insculpta
- Chelodina burrungandjii
- Chelodina canni
- Chelodina colliei
- Chelodina expansa
- Chelodina longicollis
- Chelodina mccordi
- Chelodina novaeguineae
- Chelodina parkeri
- Chelodina pritchardi
- Chelodina reimanni
- Chelodina rugosa
- Chelodina steindachneri
- Chelonia mydas
- Chelonoidis abingdonii
- Chelonoidis becki
- Chelonoidis carbonaria
- Chelonoidis chathamensis
- Chelonoidis chilensis
- Chelonoidis darwini
- Chelonoidis denticulata
- Chelonoidis duncanensis
- Chelonoidis hoodensis
- Chelonoidis nigra
- Chelonoidis phantastica
- Chelonoidis porteri
- Chelonoidis vicina
- Chelus fimbriatus
- Chelydra acutirostris
- Chelydra rossignonii
- Chelydra serpentina
- Chersina angulata
- Chitra chitra
- Chitra indica
- Chitra vandijki
- Chrysemys picta
- Claudius angustatus
- Clemmys guttata
- Cuora amboinensis
- Cuora aurocapitata
- Cuora bourreti
- Cuora evelynae
- Cuora flavomarginata
- Cuora galbinifrons
- Cuora mccordi
- Cuora mouhotii
- Cuora pani
- Cuora picturata
- Cuora trifasciata
- Cuora yunnanensis
- Cuora zhoui
- Cyclanorbis elegans
- Cyclanorbis senegalensis
- Cyclemys atripons
- Cyclemys dentata
- Cyclemys enigmatica
- Cyclemys fusca
- Cyclemys gemeli
- Cyclemys oldhamii
- Cyclemys tcheponensis
- Cycloderma aubryi
- Cycloderma frenatum

## D
- Deirochelys reticularia
- Dermatemys mawii
- Dermochelys coriacea
- Dipsochelys dussumieri
- Dipsochelys hololissa
- Dogania subplana

## E
- Elseya albagula
- Elseya branderhorsti
- Elseya dentata
- Elseya irwini
- Elseya lavarackorum
- Elusor macrurus
- Emydoidea blandingii
- Emydura macquarii
- Emydura subglobosa
- Emydura tanybaraga
- Emydura victoriae
- Emys orbicularis
- Emys trinacris
- Eretmochelys imbricata
- Erymnochelys madagascariensis

## G
- Geochelone elegans
- Geochelone platynota
- Geochelone sulcata
- Geoclemys hamiltonii
- Geoemyda japonica
- Geoemyda spengleri
- Glyptemys insculpta
- Glyptemys muhlenbergii
- Gopherus agassizii
- Gopherus berlandieri
- Gopherus flavomarginatus
- Gopherus morafkai
- Gopherus polyphemus
- Graptemys barbouri
- Graptemys caglei
- Graptemys ernsti
- Graptemys flavimaculata
- Graptemys geographica
- Graptemys gibbonsi
- Graptemys nigrinoda
- Graptemys oculifera
- Graptemys ouachitensis
- Graptemys pearlensis
- Graptemys pseudogeographica
- Graptemys pulchra
- Graptemys versa

## H
- Hardella thurjii
- Heosemys annandalii
- Heosemys depressa
- Heosemys grandis
- Heosemys spinosa
- Homopus areolatus
- Homopus boulengeri
- Homopus femoralis
- Homopus signatus
- Homopus solus
- Hydromedusa maximiliani
- Hydromedusa tectifera

## I
- Indotestudo elongata
- Indotestudo forstenii
- Indotestudo travancorica

## K
- Kinixys belliana
- Kinixys erosa
- Kinixys homeana
- Kinixys lobatsiana
- Kinixys natalensis
- Kinixys spekii
- Kinosternon acutum
- Kinosternon alamosae
- Kinosternon angustipons
- Kinosternon arizonense
- Kinosternon baurii
- Kinosternon chimalhuaca
- Kinosternon creaseri
- Kinosternon dunni
- Kinosternon durangoense
- Kinosternon flavescens
- Kinosternon herrerai
- Kinosternon hirtipes
- Kinosternon integrum
- Kinosternon leucostomum
- Kinosternon oaxacae
- Kinosternon scorpioides
- Kinosternon sonoriense
- Kinosternon subrubrum

## L
- Lepidochelys kempii
- Lepidochelys olivacea
- Leucocephalon yuwonoi
- Lissemys punctata
- Lissemys scutata

## M
- Macrochelys temminckii
- Malaclemys terrapin
- Malacochersus tornieri
- Malayemys macrocephala
- Malayemys subtrijuga
- Manouria emys
- Manouria impressa
- Mauremys annamensis
- Mauremys caspica
- Mauremys japonica
- Mauremys leprosa
- Mauremys mutica
- Mauremys nigricans
- Mauremys reevesii
- Mauremys rivulata
- Mauremys sinensis
- Melanochelys tricarinata
- Melanochelys trijuga
- Mesoclemmys dahli
- Mesoclemmys gibba
- Mesoclemmys heliostemma
- Mesoclemmys hogei
- Mesoclemmys nasuta
- Mesoclemmys perplexa
- Mesoclemmys raniceps
- Mesoclemmys tuberculata
- Mesoclemmys vanderhaegei
- Mesoclemmys zuliae
- Morenia ocellata
- Morenia petersi
- Myuchelys bellii
- Myuchelys georgesi
- Myuchelys latisternum
- Myuchelys novaeguineae
- Myuchelys purvisi

## N
- Natator depressus
- Nilssonia formosa
- Nilssonia gangetica
- Nilssonia hurum
- Nilssonia leithii
- Nilssonia nigricans
- Notochelys platynota

## O
- Orlitia borneensis

## P
- Palea steindachneri
- Pangshura smithii
- Pangshura sylhetensis
- Pangshura tecta
- Pangshura tentoria
- Pelochelys bibroni
- Pelochelys cantorii
- Pelochelys signifera
- Pelodiscus axenaria
- Pelodiscus maackii
- Pelodiscus parviformis
- Pelodiscus sinensis
- Pelomedusa subrufa
- Peltocephalus dumerilianus
- Pelusios adansonii
- Pelusios bechuanicus
- Pelusios broadleyi
- Pelusios carinatus
- Pelusios castaneus
- Pelusios castanoides
- Pelusios chapini
- Pelusios cupulatta
- Pelusios gabonensis
- Pelusios marani
- Pelusios nanus
- Pelusios niger
- Pelusios rhodesianus
- Pelusios seychellensis
- Pelusios sinuatus
- Pelusios subniger
- Pelusios upembae
- Pelusios williamsi
- Phrynops geoffroanus
- Phrynops hilarii
- Phrynops tuberosus
- Phrynops williamsi
- Platemys platycephala
- Platysternon megacephalum
- Podocnemis erythrocephala
- Podocnemis expansa
- Podocnemis lewyana
- Podocnemis sextuberculata
- Podocnemis unifilis
- Podocnemis vogli
- Psammobates geometricus
- Psammobates oculiferus
- Psammobates tentorius
- Pseudemydura umbrina
- Pseudemys alabamensis
- Pseudemys concinna
- Pseudemys floridana
- Pseudemys gorzugi
- Pseudemys nelsoni
- Pseudemys peninsularis
- Pseudemys rubriventris
- Pseudemys texana
- Pyxis arachnoides
- Pyxis planicauda

## R
- Rafetus euphraticus
- Rafetusi
- Rheodytes leukops
- Rhinemys rufipes
- Rhinoclemmys annulata
- Rhinoclemmys areolata
- Rhinoclemmys diademata
- Rhinoclemmys funerea
- Rhinoclemmys melanosterna
- Rhinoclemmys nasuta
- Rhinoclemmys pulcherrima
- Rhinoclemmys punctularia
- Rhinoclemmys rubida

## S
- Sacalia bealei
- Sacalia quadriocellata
- Siebenrockiella crassicollis
- Siebenrockiella leytensis
- Staurotypus salvinii
- Staurotypus triporcatus
- Sternotherus carinatus
- Sternotherus depressus
- Sternotherus minor
- Sternotherus odoratus
- Stigmochelys pardalis

## T
- Terrapene carolina
- Terrapene coahuila
- Terrapene nelsoni
- Terrapene ornata
- Testudo graeca
- Testudo hermanni
- Testudo horsfieldii
- Testudo kleinmanni
- Testudo marginata
- Trachemys adiutrix
- Trachemys callirostris
- Trachemys decorata
- Trachemys decussata
- Trachemys dorbigni
- Trachemys emolli
- Trachemys gaigeae
- Trachemys nebulosa
- Trachemys ornata
- Trachemys scripta
- Trachemys stejnegeri
- Trachemys taylori
- Trachemys terrapen
- Trachemys venusta
- Trachemys yaquia
- Trionyx triunguis

## V
- Vijayachelys silvatica